# Summer World University Games 2025/Teilnehmer (Katar)
| Gelbes Symbol für Goldmedaillen mit stilisierten Olympischen Ringen | Graues Symbol für Silbermedaillen mit stilisierten Olympischen Ringen | Braundes Symbol für Bronzemedaillen mit stilisierten Olympischen Ringen |
| ------------------------------------------------------------------- | --------------------------------------------------------------------- | ----------------------------------------------------------------------- |
| —                                                                   | —                                                                     | —                                                                       |

Katar nahm an den Summer World University Games 2025 vom 16. bis zum 27. Juli mit 7 Athleten (4 Männer und 3 Frauen) teil.

## Teilnehmer nach Sportarten

### Fechten
Männer
- Abdalla Khalifa
- Khaled Hussein

### Taekwondo
Frauen
- Maram Fatnassi

### Tennis
Frauen
- Mubaraka Al-Naimi

### Tischtennis
| Männer - Abdullah Abdulhussein - Yousof Aly | Frauen - Maryam Ali |